# クラ地峡

北緯10度付近、Bandon Bayから半島を横切るあたりがクラ地峡

クラ地峡（クラちきょう、タイ語:คอคอดกระ、英語:Kra Isthmus）は、東のタイランド湾と西のアンダマン海に挟まれてマレー半島の最狭部を形成している陸地（地峡）である。地峡の東部はタイのラノーン県およびチュムポーン県、西部はミャンマー（旧ビルマ）のタニンダーリ地方域に属している。西部にはクラ川が流れ、タイのムアンラノーン郡とミャンマーのコータウンとを隔てている。クラ川上流域とサウィ湾（タイランド湾の支湾）を結ぶ最も狭い部分はわずか44km幅しかない。最高点は75mである。
運河を通す構想があり（後述）、実現すればインド洋と、日本など東アジアを結ぶシーレーンは同じマレー半島南端にあるマラッカ海峡経由に比べ1200kmの短縮となる。

## 概要
古くからスズの産地として有名であり、東西交通の要衝である。扶南国の最盛期であった6世紀頃にはインド－中国間の通商路としてクラ地峡を陸路で横断するルートが一般的だった。7世紀頃からマラッカ海峡を通る海路が繁栄しはじめ、双方が利用されるようになった。

## 鉄道計画
19世紀、タイ王国にとって初めての鉄道としてクラ地峡への鉄道敷設が計画されたが実現しなかった。第二次世界大戦中に大日本帝国陸軍がクラ地峡横断鉄道を建設したが、終戦により廃止されている。その後、21世紀にもタイ国鉄が敷設計画を発表するなど、たびたび計画が俎上に上っている。

## 運河計画

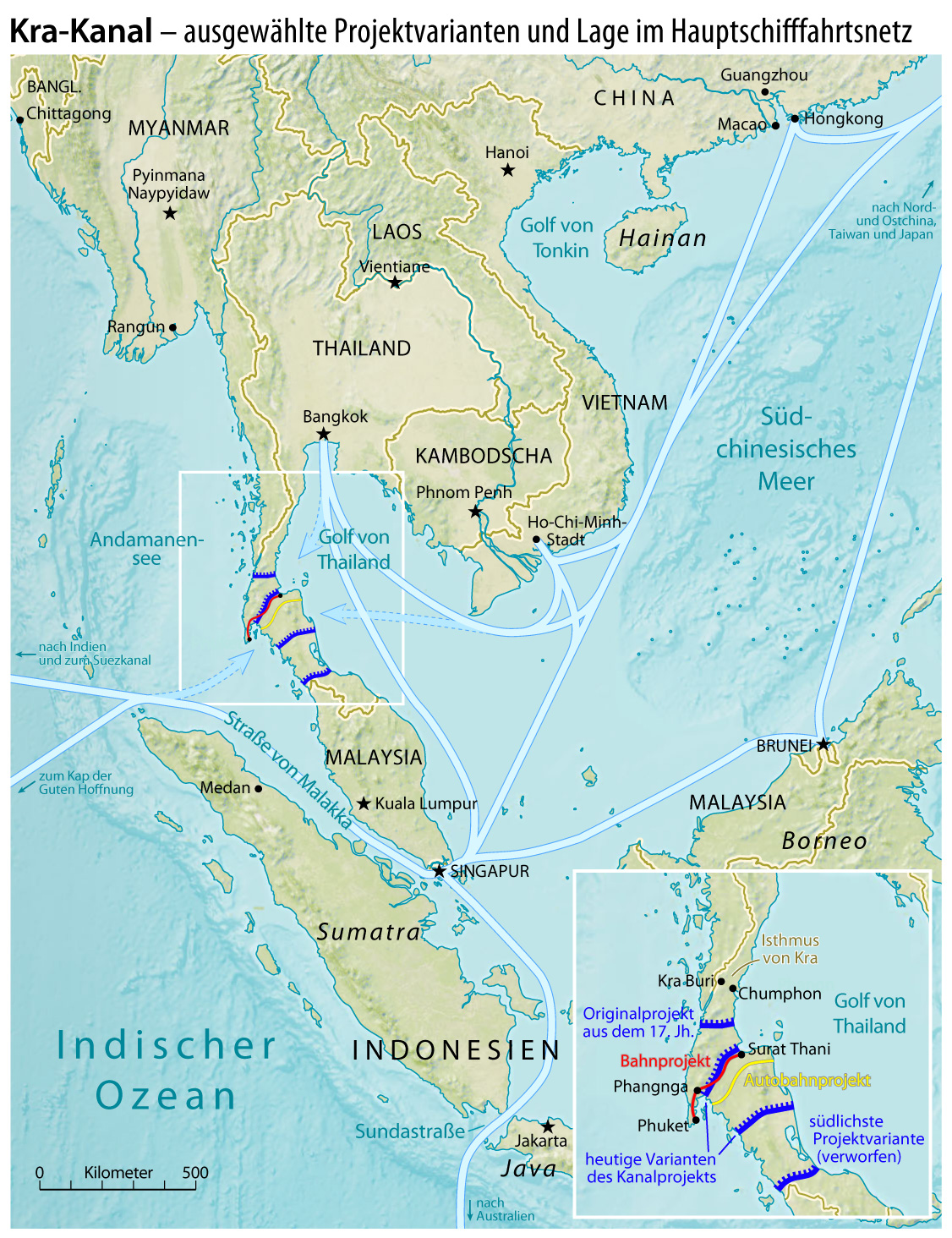
クラ運河を含む運河計画（青線）

この地域に運河を通す構想が立てられることが、昔からしばしばあった。初めて運河建設が言及されたのは1677年であり、その目的はタイ王国からビルマまで船で物資を輸送する際、マレー半島周りよりも短いルートを建設することにあった。フランス人技師チームに調査を依頼したものの、当時の技術力では、その計画はあまりに非現実的であった。
1793年には、アンダマン海側の防衛をタイ王国軍がより簡単に行えるようにするためにと、ラーマ1世の弟が計画して、一時見直されることもあったが、計画は実現しなかった。19世紀初期には、イギリス東インド会社が運河建設に興味を持った。そこで、クラ川河口付近から、反対側にあるイギリス植民地（英領ビルマ）付近まで探査が行われたが、結果は否定的なものだった。
一番建設実施に近い所までこぎ着けたのは、スエズ運河の建設者レセップスであった。彼は1882年にこの地域を訪問し、建設約束を取り付けたが、1897年にシンガポール港の優位を維持するため、タイ王国とイギリス帝国は、運河をそこで造らないことに同意した。
1973年に、アメリカ、フランス、日本、タイの四カ国が合同で、平和的核爆発を用いた運河開削を提案したが、後に中止となった。結局、現在まで運河の開削は行われていないが、構想や研究は続いている。
マラッカ海峡において、海賊の被害（マラッカ海峡の海賊参照）、増大する船舶による混雑、年々巨大化するタンカーやコンテナ船が、海峡の一番狭く浅い部分である「マラッカマックス」を通れなくなるなどの問題が出てきている。その対策として、再びクラ地峡に運河やパイプラインや鉄道を建設する計画が持ち上がっている。
また、マレーシア国境近くのソンクラー県付近を運河建設場所とする計画もある。
クラ運河が開通すれば、東南アジアにおけるシンガポールの重要性が薄れるため、この計画を歓迎しない華僑・華人がかつて多かったが、21世紀になってからは中華人民共和国が後押ししている。2001年には、親中国のタクシン・シナワット政権下でタイと中国の団体が調査を行い、2005年に国民議会上院（元老院）が構想推進を承認。タイ軍事クーデター (2014年)後の2015年、タイ王国軍元高官が代表を務める経済団体に、中国の北京大学が作成したとされる運河計画についての報告書がタイ華人経由で持ち込まれ、「タイ運河協会」が設立された。2018年時点の構想では、タイランド湾岸のナコーンシータンマラート県と西部のトラン県を結んで、全長135km、幅350～400m、水深30mの運河を約480億ドルで開削し、残土で人工島を造成するとされている。また、タイ国内にも国土の分断が深南部の分離独立運動を助長するとして、反対意見がある。計画は、「ランドブリッジ計画」と呼ばれている。

## クラ地峡が登場する作品

### アニメ
- 合身戦隊メカンダーロボ 第5話、第6話